# Первомайское (Курганская область)
Первомайское — село в Мишкинском районе Курганской области. Административный центр Первомайского сельсовета.

## География
Расположена у реки Миасс. Автобусное сообщение.

## Инфраструктура
- Первомайская школа

## Население
| 1989 | 2002 | 2010 |
| ---- | ---- | ---- |
| 646  | ↘467 | ↘334 |